# Sigritsa Point
Der Sigritsa Point (englisch; bulgarisch нос Сигрица nos Sigriza) ist eine unvereiste Landspitze an der Nordostküste der Warna-Halbinsel auf der Livingston-Insel im Archipel der Südlichen Shetlandinseln. Sie bildet 1,1 km südsüdöstlich des Williams Point, 0,75 km nordöstlich des Sayer-Nunataks und 0,8 km westnordwestlich des Ficheto Point die Nordwestseite der Einfahrt zur Dragon Cove.
Britische Wissenschaftler kartierten sie 1968. Die bulgarische Kommission für Antarktische Geographische Namen benannte sie 2006 nach Teodor Sigriza († 924), Kawkhan in der Regierungszeit von Zar Simeon I.